# TF Bank
TF Bank AB är ett svenskt bankföretag med säte i Borås, som grundades 1987 som AB Time Finans som ett kreditmarknadsbolag. Det startade med privatlån och säljfinansiering mot postorderbranschen. Det är en internetbaserad så kallad "nischbank".
TF Bank bedriver in- och utlåningsverksamhet mot privatpersoner i Sverige, Finland, Norge, Danmark, Estland, Lettland, Litauen, Polen, Tyskland och Österrike genom branschkontor eller gränsöverskridande bankrörelse.
Det fick 2012 tillstånd av Finansinspektionen att bedriva bankverksamhet.
TF Banks aktie är sedan 2016 listad på Stockholmsbörsen, och är (2021) på Mid Cap-listan.